# Halle der Vollständigen Wahrheit

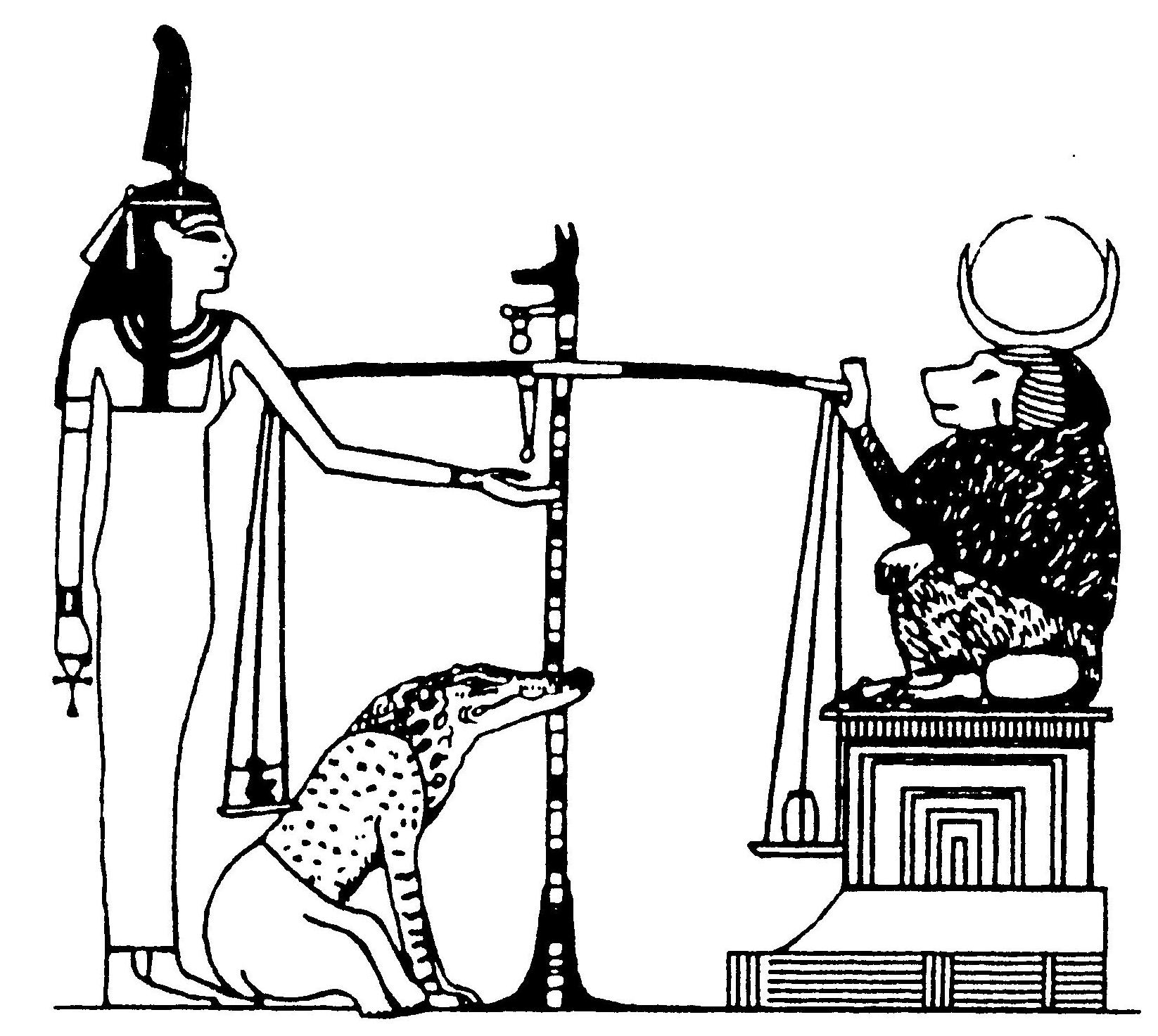
Ammit (Mitte) in der „Halle der Vollständigen Wahrheit“ als Verschlingerin der Toten

Die „Halle der Vollständigen Wahrheit“ (auch „Gerichtshalle des Osiris“) ist der seit dem Neuen Reich belegte Sitzungsort des altägyptischen Totengerichtes. In Spruch 125 des Totenbuches wird keine Verortung genannt. Im Pfortenbuch befindet sich der Sitz der Gerichtshalle des Osiris zwischen der 5. und 6. Nachtstunde; im Amduat dagegen in der 2. Nachtstunde. 
Der Sonnengott Re gelangt im Pfortenbuch während seiner Fahrt auf der Nachtbarke zu diesem Ort kurz vor Mitternacht, um sich für die Vereinigung mit seinem Leichnam vorzubereiten. Für die menschlichen Toten stellt die „Halle der Vollständigen Wahrheit“ ebenfalls den Raum des Übertritts dar. Nach dem Bestehen des Negativen Schuldbekenntnisses vereinigt sich die Ba-Seele des Toten mit seinem Leichnam.
Die „Halle der Vollständigen Wahrheit“ ist begrenzt vom Urozean sowie von der Urfinsternis und befindet sich symbolisch damit im Zustand unmittelbar vor der Schöpfung, also jenem Zeitpunkt des magischen Geburtbeginns der Welt.

## Totenbuchspruch 125

### Betreten der „Halle der Vollständigen Wahrheit“
„Was zu sagen ist beim Eintreten in die Halle, beim Lösen (des Toten) von allem Bösen, was er getan hat, beim Schauen der Gesichter der Götter. Der Verstorbene spricht: Gegrüßest seiest du, großer Gott der Halle der Vollständigen Wahrheit. Ich bin zu dir gebracht worden, um deine Vollkommenheit zu schauen. Ich kenne die Namen der 42 Götter, die bei dir sind in der Halle der Vollständigen Wahrheit...Ich bin zu dir gekommen, nachdem ich dir die Maat gebracht und dir das Unrecht vertrieben habe.“